# WYSIWYM
WYSIWYM ist die Abkürzung für das Prinzip „What You See Is What You Mean“ (englisch für „Was du siehst, ist, was du meinst“). Seltener ist die Bezeichnung WYGIWYM „What You Get Is What You Mean“ („Was du bekommst, ist [das,] was du meinst“).

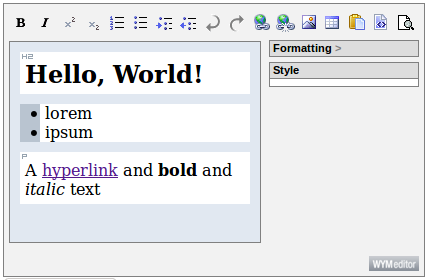
Jeder Absatz des Texts ist getrennt dargestellt und in der oberen linken Ecke des Absatzes wird angezeigt, um welche Art von Textelement es sich handelt. Dennoch ist erkennbar, wie der Text formatiert ungefähr aussehen wird.

WYSIWYM stellt den Text am Bildschirm so dar, dass hervorgeht, welchen Zweck eine Formatierung erfüllen soll, z. B. Kapitelüberschrift, Aufzählung, Liste.
Im Gegensatz dazu veranschaulicht WYSIWYG („What You See Is What You Get“) die endgültige Ausgabe des Dokuments, z. B. in Form eines PDFs oder DVI. 
Diese Art von Formatierung wird dann angewendet, wenn man die Details der Formatierung einem vorgefertigten Stylesheet überlassen möchte. Dies macht die Formatierung des Gesamtdokuments wesentlich konsequenter und ansprechender. Weiterhin wird der Benutzer von Formatierungsaufgaben und anderen klassischen Problemen der meisten WYSIWYG-Umgebungen, z. B. springende Absätze, fehlerhafte oder springende Formatierungen, Instabilität usw. entlastet. Er kann sich somit stärker auf das Erstellen des Inhaltes konzentrieren.

## Vorteile
WYSIWYM-Bearbeitung wird bevorzugt, wenn viele oder komplexe Dokumente in ihren Einzelbestandteilen bearbeitet werden sollen. Durch diese Trennung kann in den Bereichen Daten, Logik und Layout arbeitsteilig vorgegangen werden. Beispielsweise können die inhaltlichen Daten vom Autor in XML strukturiert werden, während eine andere Person in XSL/XSL-FO und CSS mit der Anordnung und Formatierung des Dokuments befasst ist. Da die Quelltexte häufig in Plaintext-Formaten geschrieben werden, sind sie besser der Versionskontrolle (z. B. SVN) zugänglich. Durch die Aufspaltung werden die einzelnen Komponenten auch besser wiederverwendbar. Ein XSL-Stylesheet kann etwa auf verschiedene XML-Dokumente angewendet werden, während ein XML-Dokument ohne inhaltliche Veränderung mit verschiedenen Stylesheets für unterschiedliche Ausgabemedien formatiert werden kann. Dies ist ein klarer Vorteil gegenüber WYSIWYG-Editoren, bei denen Daten, Logik und Layout sehr viel enger miteinander verbunden sind.

## Anwendungen
Programme, die auf dem Prinzip WYSIWYM aufbauen, sind unter anderem: 
- das LaTeX-Frontend LyX
- das DocBook-Projekt, wo die Inhalte in XML strukturiert werden und die Formatierung über XSL(T) realisiert wird

- wikEd, vollwertiger Wikipedia-integrierter Texteditor mit Syntaxhervorhebung (Aktivierung über Einstellungen)

Auch Auszeichnungssprachen (wie etwa (X)HTML oder MediaWiki-Markup) stellen im weitesten Sinne – wenn man von Auszeichnungen, die direkt das Layout beeinflussen, absieht – WYSIWYM dar.
Während in der Vergangenheit WYSIWYG und WYSIWYM niemals in einem Editor zu finden waren, wird in jüngster Zeit versucht, die Vorteile der beiden Systeme zu vereinigen und beide Sichtweisen anzubieten. Diese Entwicklung findet vor allem im Bereich der XML- und XSL-Editoren statt, wo neben der klassischen Quelltext-Bearbeitung auch das Editieren in formatierter Ansicht möglich ist (z. B. Altova XMLSpy, oXygen oder das VEX-Plugin für Eclipse).